# Sân vận động Rodrigo Paz Delgado
Sân vận động Rodrigo Paz Delgado (tiếng Tây Ban Nha: Estadio Rodrigo Paz Delgado), thường được gọi là La Casa Blanca (tiếng Tây Ban Nha có nghĩa là "Nhà Trắng"), là một sân vận động bóng đá ở Quito, Ecuador, là sân nhà của LDU Quito. Được xây dựng từ năm 1995 đến năm 1997, sân vận động tổ chức trận đấu đầu tiên vào ngày 6 tháng 3 năm 1997 trong trận đấu giữa LDU Quito và Atlético Mineiro của Belo Horizonte. Với độ cao 2.734 m và có sức chứa 41.575 chỗ ngồi, đây là sân vận động lớn nhất ở Quito, và lớn thứ hai ở Ecuador sau Sân vận động tượng đài Banco Pichincha ở Guayaquil.
Kể từ khi khánh thành, sân vận động đã là nơi ghi dấu ấn thời kỳ thành công lớn nhất của LDU Quito, nơi đội đã giành được sáu danh hiệu quốc gia và bốn danh hiệu quốc tế, do đó đưa Liga Deportiva Universitaria trở thành đội bóng thành công nhất trong lịch sử bóng đá Ecuador. Ngoài ra, Barcelona SC chưa bao giờ có thể đánh bại Liga tại sân vận động này.
Đội tuyển bóng đá quốc gia Ecuador đã sử dụng sân vận động này hai lần trong vòng loại giải vô địch bóng đá thế giới 2002 vào ngày 29 tháng 3 năm 2000 trước Venezuela và ngày 15 tháng 8 năm 2000 trước Bolivia. Ecuador thắng cả hai trận.

## Hình ảnh

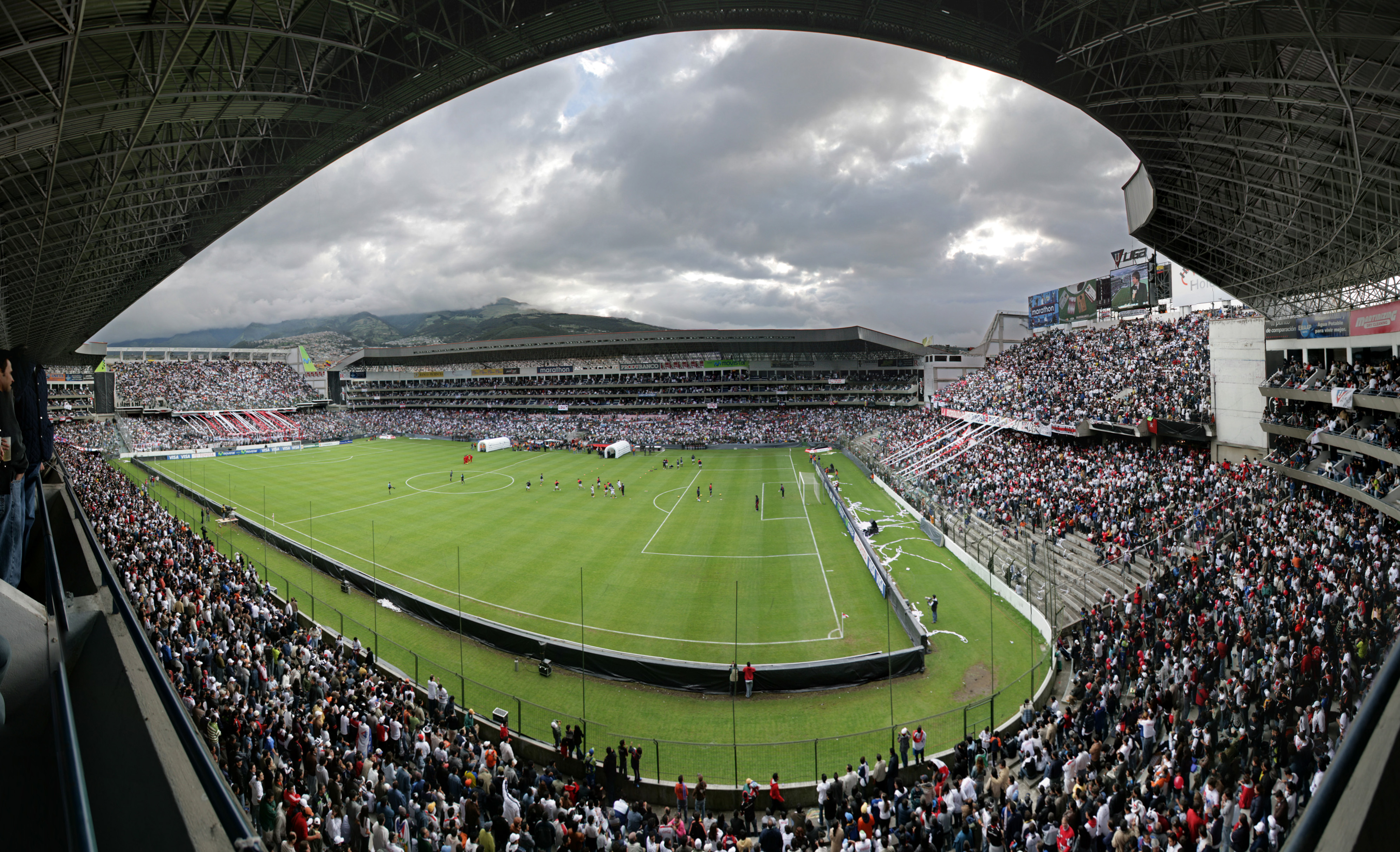
Toàn cảnh từ một dãy phòng; LDU Quito đấu với San Lorenzo trong một trận đấu Copa Libertadores 2008.

## Trận đấu đầu tiên
| LDU Quito                                | 3–1 | Atlético Mineiro |
| ---------------------------------------- | --- | ---------------- |
| Ferreira 31' · Guevara 72' · Hurtado 89' |     | Nino 52'         |